# Loi Iarovaïa
La loi Iarovaïa (en russe : Закон Яровой, translittération : Zakon Iarovoï), également appelé paquet Iarovaïa, est un ensemble de deux projets de loi fédéraux russes, 374-FZ et 375-FZ, adoptés en 2016. Les projets de loi modifient l'ancienne loi antiterroriste et séparent les lois régissant les mesures supplémentaires de lutte contre le terrorisme et de sécurité publique. Il est connu du public sous le nom de famille de l'un de ses créateurs, Irina Iarovaïa.
Les modifications comprennent une extension de l'autorité des organismes chargés de l'application de la loi, de nouvelles exigences en matière de collecte de données et de décryptage obligatoire des télécommunications, ainsi qu'une réglementation accrue du prosélytisme, y compris une interdiction de l'exécution d'"activités missionnaires" dans des contextes non religieux.

## Histoire législative
En avril 2016, Irina Iarovaïa, Aleksei Pouchkov, Nadejda Guerassimova et le sénateur Victor Ozerov présentent un projet de loi visant à durcir les peines pour l'extrémisme et le terrorisme. Le 13 mai 2016, la loi a été adoptée en première lecture. Auparavant, elle avait reçu le soutien du cabinet du Premier ministre. Le 7 juillet, elle est signée par le président de la Russie, Vladimir Poutine.
La plupart des modifications de la loi entrent en vigueur le 20 juillet 2016. Les modifications qui obligent les opérateurs de télécommunications à stocker les données des conversations téléphoniques, des SMS et du trafic Internet des utilisateurs jusqu'à 6 mois doivent entrer en vigueur le 1er juillet 2018. Cependant, le sénateur Anton Beliakov soumet une proposition visant à déplacer la date d'entrée en vigueur de la réglementation à 2023, en raison de la quantité extrême de technologie de stockage de données nécessaire pour répondre aux exigences.

## Contenu

### Dispositions pénales
Les modifications de la loi Iarovaïa comprennent l'allongement des peines de prison pour un certain nombre d'activités criminelles, l'introduction de nouvelles raisons pour refuser l'entrée ou la sortie du territoire russe, et l'introduction de la responsabilité pénale en cas de non-signalement aux autorités chargées de l'application de la loi qu'un tiers "planifié, perpètre ou a perpétré" une activité terroriste,.

### Dispositions relatives à la surveillance
Les amendements Iarovaïa obligent les fournisseurs de télécommunications à stocker le contenu des appels vocaux, des données, des images et des messages texte pendant 6 mois, et leurs métadonnées (par exemple, l'heure, l'emplacement et l'expéditeur et les destinataires du message) pendant 3 ans,. Les services en ligne tels que les services de messagerie, les e-mails et les réseaux sociaux qui utilisent des données cryptées doivent permettre au Service fédéral de sécurité (FSB) d'accéder à leurs communications cryptées et de les lire,.
Les sociétés Internet et de télécommunications sont tenues de divulguer ces communications et métadonnées, ainsi que "toute autre information nécessaire" aux autorités sur demande et sans décision de justice.

### Dispositions anti-prosélytisme
Les amendements incluent également de nouvelles restrictions sur le prosélytisme et le travail missionnaire. Les amendements ajoutent une nouvelle disposition à la législation russe sur la religion, stipulant que "l'activité missionnaire" ne peut être exercée "sans entrave" que dans les églises et autres sites religieux désignés par le chapitre. Il est explicitement interdit dans les bâtiments résidentiels. "L'activité missionnaire" est définie comme
L'activité d'une association religieuse, visant à diffuser des informations sur ses croyances parmi les personnes qui ne participent pas (membres, adeptes) à cette association religieuse, dans le but d'impliquer ces personnes en tant que participants (membres, adeptes). Elle est réalisée directement par des associations religieuses ou par des citoyens et/ou des personnes morales autorisées par elles, publiquement, avec l'aide des médias, d'Internet ou d'autres moyens licites".
Les activités missionnaires ne peuvent pas être utilisées pour commettre des violations de la sécurité publique, "la motivation des citoyens à refuser de remplir leurs devoirs civiques tels qu'établis par la loi et à commettre d'autres actes illégaux", le suicide ou le refus de soins médicaux pour des motifs religieux comme objectifs.
Les activités missionnaires ne peuvent être exercées que par des membres autorisés de groupes et d'organisations religieux enregistrés. Un groupe devient inéligible pour exercer des activités missionnaires s'il a été interdit en vertu d'une décision de justice pour pratique de l'extrémisme ou du terrorisme, ou s'il a été liquidé. Les missionnaires étrangers ne peuvent exercer des activités missionnaires qu'après s'être inscrits pour obtenir un permis auprès d'une organisation religieuse reconnue,,,. Les citoyens sont également tenus de signaler toute activité religieuse non autorisée au gouvernement sous peine d'amendes.

## Mise en œuvre

### Dispositions relatives à la surveillance
En raison des exigences de stockage de données sans précédent, la mise en œuvre de la loi a été décrite comme impossible et extrêmement coûteuse,. La poste russe a estimé que le respect de la loi coûterait à l'organisation 500 milliards de roubles pour les achats initiaux d'équipement et 100 milliards de roubles par an,. La mise en œuvre de la loi par d'autres services de livraison et de fret a coûté environ 180 milliards de roubles, ce qui devrait entraîner une baisse de 30 à 40 % du nombre d'achats en ligne. Les opérateurs de services cellulaires auront besoin de 2 200 milliards de roubles pour s'y conformer, ce qui entraînera une multiplication par deux ou trois du coût des services mobiles pour le consommateur. Edward Snowden a estimé le coût combiné de la mise en œuvre à 33 milliards de dollars et a prédit que les niveaux de sécurité globaux ne seraient pas affectés, malgré les coûts affiliés géants.
Après que Poutine a signé la loi, il s'est avéré que l'équipement nécessaire pour stocker toutes les données est inexistant non seulement en Russie, mais dans le monde. Pour cette raison, Poutine a lancé un appel à contrats gouvernementaux avec des entreprises russes pour le matériel et les logiciels nécessaires.

### Dispositions anti-prosélytisme
Un certain nombre de missionnaires ont été arrêtés pour avoir enfreint la loi et, après avoir été reconnus coupables, ont été condamnés à une amende. Donald et Ruth Ossewaarde, missionnaires indépendants travaillant à Orel, ont été condamnés à une amende de 40 000 roubles (environ 700 dollars), amenant le couple à quitter le pays ; Sergueï Jouravliov, un représentant de l'Église orthodoxe réformée ukrainienne du Christ, a été arrêté pour avoir prêché à Saint-Pétersbourg ; et Ebenezer Tuah du Ghana, le chef de l'église Christ Embassy, a été arrêté et condamné à une amende de 50 000 roubles pour avoir organisé des baptêmes dans un sanatorium.
Le 9 juillet 2016, Jim Mulcahy, un pasteur américain de 72 ans qui est le coordinateur pour l'Europe de l'Est de la Metropolitan Community Church basée aux États-Unis, a été arrêté et expulsé en vertu de l'interdiction des activités missionnaires sur des sites non religieux, après avoir annoncé et organisé une réunion à Samara avec un groupe LGBT. Les autorités avaient ciblé Mulcahy sous le soupçon qu'il prévoyait d'organiser un mariage homosexuel,,.

## Critiques et contestations
Les plus grandes entreprises russes de télécommunications et d'Internet ont exprimé leurs inquiétudes concernant les impacts négatifs de la loi sur leurs activités et sur l'économie russe dans son ensemble. Une pétition Change.org pour annuler complètement la loi de Iarovaïa a recueilli plus de 600 000 signatures. Une pétition d'initiative publique russe a été signée plus de 100 000 fois. Un certain nombre de manifestations ont été organisées dans les villes, notamment à Novossibirsk, Iekaterinbourg, Oufa, Kazan et Volgograd. Une manifestation du 9 août à Moscou a vu plus de 2 000 participants.

### Critiques des dispositions anti-prosélytisme
Les dispositions anti-prosélytisme de la législation ont suscité un tollé d'inquiétude et d'opposition de la part de la minorité protestante de Russie, qui représente environ 1 % de la population russe. Selon les experts, la loi est susceptible d'être interprétée de manière à empêcher les églises autres que l'Église orthodoxe russe d'évangéliser les Russes de souche. Les confessions religieuses moins présentes en Russie ont longtemps été considérées avec hostilité par les responsables gouvernementaux et les autorités religieuses orthodoxes russes. Les nouvelles restrictions sévères imposées aux groupes religieux minoritaires ont complété les exigences d'une loi de 1997 qui imposait des procédures d'enregistrement et administratives, que de nombreux groupes religieux trouvaient onéreuses et coûteuses à respecter.
Thomas J. Reese, président de la Commission américaine sur la liberté religieuse internationale, a déclaré que "ni ces mesures ni la loi anti-extrémisme actuellement en vigueur ne respectent les normes internationales relatives aux droits de l'homme et à la liberté religieuse" et que la loi Iarovaïa "facilitera la tâche des autorités russes de réprimer les communautés religieuses, d'étouffer la dissidence pacifique, de détenir et d'emprisonner les gens". Faith McDonnell de l'Institut sur la religion et la démocratie à Washington, DC, a déclaré : "La loi ne fait pas grand-chose pour se défendre contre le terrorisme et empêche seulement les chrétiens et les autres qui ne sont pas orthodoxes [russes] de prêcher et de faire du prosélytisme". La porte-parole du département d'État américain, Nicole Thompson, a écrit : "Nous pensons que ces nouveaux amendements ne protégeront pas mieux les citoyens russes, mais font plutôt partie d'une tendance russe troublante d'intimidation et de harcèlement de la société civile et des militants politiques".
La loi exempte le Patriarcat de l'Église orthodoxe russe de Moscou, allié au gouvernement, des mesures qu'il applique à tous les autres groupes religieux. L'Église orthodoxe russe autonome s'est opposée à la loi ; L'archevêque Andrew Maklakov, administrateur de l'Église autonome orthodoxe russe d'Amérique, a déclaré : « Alors que la fédération de Russie est de plus en plus revenue à ses racines soviétiques au cours des 25 dernières années, elle a de plus en plus cherché à harceler, persécuter et détruire toute religion organisation qu'elle pourrait envisager de concurrencer sa propre “église d'État” ».

### Critiques des dispositions de surveillance élargie
L'Electronic Frontier Foundation, un groupe à but non lucratif qui vise à défendre les libertés civiles dans le monde numérique, s'est opposé au paquet Iarovaïa, notant que "l'opposition au paquet Iarovaïa est venue de nombreux horizons. Les experts techniques se sont unis pour s'opposer à la loi. Le médiateur Internet du gouvernement russe s'est opposé au projet de loi. Le propre responsable des droits de l'homme de Poutine, Mikhaïl Fedotov, a appelé les sénateurs du Conseil fédéral russe à rejeter le projet de loi. Les FAI ont souligné que la conformité leur coûterait des billions de roubles". L'EFF a écrit que parce que les FAI, les services de messagerie et les plateformes de médias sociaux russes "ne peuvent pas raisonnablement se conformer à toutes les exigences du paquet Iarovaïa, ils deviennent de facto des criminels quelles que soient leurs actions". Et cela, à son tour, donne à l'État russe le moyen de lui arracher toute autre concession qu'il souhaite. L'impossibilité d'une conformité totale n'est pas un bogue, c'est une caractéristique essentielle". Human Rights Watch a noté l'absence de contrôle judiciaire et a déclaré que "ces dispositions compromettraient en fin de compte la sécurité, tout en étant inefficaces pour empêcher les terroristes d'utiliser le cryptage" et "étendraient de manière injustifiée la surveillance tout en portant atteinte aux droits de l'homme et à la cybersécurité".